# 朱鳳
朱鳳（？年—1536年），字鳴周，明朝政治人物。祖上为永樂功臣成國公朱能。

## 家族
六世祖朱亮從明太祖起兵反元，授燕山護衛副千户。五世祖朱能從明成祖起兵靖難，以功封成國公，子孫世襲。曾祖朱勇戰死于土木堡之變，祖父朱儀襲成國公，官南京留守，卒謚庄簡。父朱輔，襲成國公，继守南京，加太子太傅，拜平胡将軍，卒贈太傅，謚恭僖。

## 生平
朱鳳兄朱麟，襲成國公，嘉靖八年（1529年）二月奉命祭祀明顯陵途中，病卒于安陆。因無子，由次弟朱鳳襲成國公。九年十一月奉命掌管神机营五千下坐营，十一年二月代皇帝祭祀太社、太稷，此後多次主持祭祀山川、太庙礼仪，十三年五月命掌中军都督府事，十五年四月奉命往北京祭祀明孝陵，七月六日因病去世，贈太保，謚曰榮康。
朱鳳娶白氏，继娶徐氏，俱封成國公夫人。有三子：朱希忠、朱希孝、朱希祖。